# Computron 22
Computron 22 è un film del 1988 diretto da Giuliano Carnimeo.

## Trama
Luca, un ragazzino di undici anni, vive con il nonno in una maestosa casa di Roma. Apprendendo che sua madre, che credeva morta, ora vive in Argentina, va a cercare il suo computer portatile, Toto.